# Portrait (groupe)
Pour les articles homonymes, voir Portrait (homonymie).
Portrait est un groupe américain de new jack swing, originaire de Los Angeles, en Californie.

## Histoire
Le groupe fait ses débuts en 1992 avec un album éponyme qui profitait de la fin de l'ère du new jack swing. Leur premier single Here We Go Again !, qui reprenait le titre I Can't Help It de Michael Jackson, atteint la 11e place du Billboard Hot 100 et la 3e place du classement RnB au début de 1993, et le deuxième single Honey Dip atteint également le top 20 du classement R&B,.
Le groupe apparait dans un épisode de La Vie de famille, intitulé Stormy Weather, interprétant Here We Go Again ! Dans cet épisode, ils se produisaient lors d'un bal de fin d'année au lycée, où Waldo mentionne qu'il les a fait venir parce que l'un des membres est son cousin - Waldo ajoute que son cousin dit qu'il fera tout ce que Waldo lui demandera de faire tant qu'il ne dira pas aux gens qu'ils sont de la même famille. Steve Urkel finit par deviner correctement lequel des membres est le cousin de Waldo.
En 1993 et 1994, Portrait prête sa voix à divers projets, apparaissant sur les bandes originales des films Addams Family Values et Blankman, et chantant sur la chanson U Will Know de Black Men United pour la bande originale de Sang noir. Portrait fait également les chœurs sur le single de Quincy Jones « Slow Jams », qui mettait en vedette Babyface et Tamia, en 1995. La chanson atteint le 68e rang du Billboard Hot 100. Toujours en 1995, le groupe sort son deuxième album, All that Matters. L'album connait quelques succès mineurs, avec I Can Call You qui atteint la 22e place des charts RnB et How Deep Is Your Love, une reprise de la chanson des Bee Gees, qui figure brièvement sur le Hot 100.
En 2018, le groupe revient sous la forme d'un trio composé de Michael Angelo Saulsberry, Phillip Johnson et du nouveau membre Ruben « R.C. » Monge (ancien chanteur du groupe RnB Po' Broke 'N Lonely ?) avec un nouveau single intitulé In the Moment, extrait de leur projet à venir intitulé Beach Music, qui leur permet de partir en tournée en Allemagne et au Royaume-Uni.

## Discographie

### Albums studio
| Année | Album            | Meilleure position | Meilleure position | Meilleure position | Meilleure position |
| Année | Album            | US                 | US R&B             | AUS                | NZ                 |
| ----- | ---------------- | ------------------ | ------------------ | ------------------ | ------------------ |
| 1992  | Portrait         | 70                 | 16                 | 100                | —                  |
| 1995  | All that Matters | 131                | 26                 | 46                 | 9                  |
| 1996  | Picturesque      | —                  | —                  | —                  | —                  |
| 2005  | Share My Love    | —                  | —                  | —                  | —                  |
| 2020  | Afro Trees       | —                  | —                  | —                  | —                  |

### Compilations
- 2000 : Greatest Hits

### Singles
| Année | Single                          | Meilleure position | Meilleure position | Meilleure position | Meilleure position | Meilleure position | Meilleure position | Certifications | Album                                               |
| Année | Single                          | US                 | US R&B             | AUS                | FRA                | ALL                | NZ                 | Certifications | Album                                               |
| ----- | ------------------------------- | ------------------ | ------------------ | ------------------ | ------------------ | ------------------ | ------------------ | -------------- | --------------------------------------------------- |
| 1992  | Here We Go Again!               | 11                 | 3                  | 41                 | —                  | —                  | 48                 |                | Portrait                                            |
| 1993  | Honey Dip                       | —                  | 18                 | —                  | —                  | —                  | —                  |                | Portrait                                            |
| 1993  | Day by Day                      | —                  | 42                 | —                  | —                  | —                  | —                  |                | Portrait                                            |
| 1994  | Be Thankful for What You've Got | —                  | 59                 | —                  | —                  | —                  | —                  |                | Addams Family Values: Music from the Motion Picture |
| 1995  | I Can Call You                  | —                  | 22                 | —                  | —                  | —                  | 16                 |                | All that Matters                                    |
| 1995  | How Deep Is Your Love           | 93                 | 51                 | 15                 | 24                 | 79                 | 1                  | - RMNZ : Or    | All that Matters                                    |

### Autres singles
| Année | Single                                                                              | Meilleure position | Meilleure position | Meilleure position | Album           |
| Année | Single                                                                              | US                 | US R&B             | FRA                | Album           |
| ----- | ----------------------------------------------------------------------------------- | ------------------ | ------------------ | ------------------ | --------------- |
| 1996  | Slow Jams (Quincy Jones featuring Babyface et Tamia) (avec Portrait et Barry White) | 68                 | 19                 | —                  | Q's Jook Joint  |
| 1996  | Je te donne mon cœur (Tribal Jam featuring Portrait)                                | —                  | —                  | 30                 | Démarre le show |